# جائزة ييدان
جائزة ييدان (بالإنجليزية: Yidan Prize) هي جائزة أسسها تشين ييدان في عام 2016 "للمساهمات في البحث والتطوير في مجال التربية". تمول الجائزة وتدار من قبل صندوق مستقل بقيمة 2.5 مليار دولار-هونج كونج (حوالي 320 مليون دولار أمريكي). هي جائزة تعليمية عالمية شاملة تكرم صناع التغيير الذين يلهمون التقدم في التربية والتعليم من أجل عالم أفضل، ويشار إليها على أنها أكبر جائزة تربوية على وجه الأرض.

## الجوائز
تتكون جوائز ييدان من ميدالية، وجائزة نقدية قدرها 15 مليون دولار هونج كونج، وصندوق تمويل مشاريع بقيمة 15 مليون دولار هونج كونج لكل فائز. وتدعمها وقفية بقيمة 320 مليون دولار أمريكي. تُمنح الجوائز في حفل توزيع جوائز ييدان السنوي بالتزامن مع مؤتمر تعليمي.

## عملية التحكيم
يمكن تقديم الترشيحات من قبل الجامعات والهيئات الحكومية ومراكز الفكر ويتم مراجعتها من قبل لجنة تضم كوشيرو ماتسوؤرا وأندريس شلايشر ودوروثي جوردون.

## الفائزون
تمنح جائزتين كل عام، واحدة للأبحاث التربوية، والأخرى للتطوير التربوي.

### البحث التربوي
| السنة | الفائز               | الصورة | ملاحظات |
| ----- | -------------------- | ------ | --- |
| 2017  | كارول دويك           |        | أقيم حفل توزيع الجوائز في شهر ديسمبر 2017 في هونج كونج. |
| 2018  | أنانت أغاروال        |        | [ 12 ] [ 13 ] [ 14 ] |
| 2019  | أوشا جوسوامي         |        | [ 15 ] |
| 2020  | كارل ويمان           |        | فيزيائي أمريكي، تقديرًا لعمله في مجال تعليم العلوم والتكنولوجيا والهندسة والرياضيات، ولتحسيناته البحثية في التدريس الجامعي، ولتغيير طريقة تدريس العلوم في كبرى الجامعات. عند حصوله على الجائزة، صرّح ويمان: «يسعدني ويشرفني أن يُقدّر عمل مجموعتي البحثية بهذه الطريقة. ستُسرّع هذه الجائزة جهودنا لتحسين تعليم الطلاب في جميع أنحاء العالم.» |
| 2021  | إريك هانوشيك         |        | بول وجين هانا زميلان بارزان في مؤسسة هوفر في جامعة ستانفورد. |
| 2022  | ليندا دارلينج هاموند |        | [ 16 ] |
| 2023  | ميشلين تشي           |        | [ 17 ] |
| 2024  | فولفغانغ لوتز        |        | [ 17 ] |

### التطوير التربوي
| السنة | الفائز                                   | الصورة | ملاحظات |
| ----- | ---------------------------------------- | ------ | --- |
| 2017  | فيكي كولبيرت                             |        | أقيم حفل توزيع الجوائز في شهر ديسمبر 2017 في هونج كونج. |
| 2018  | لاري هيدجز                               |        | [ 7 ] [ 18 ] [ 19 ] |
| 2019  | فاضل حسن عابد                            |        | [ 15 ] |
| 2020  | - لوسي ليك - أنجيلين موريميروا           |        | وقد حصل كل من جوليا فيتزجيرالد وبريتني جامبل من منظمة كامفيد، وهي منظمة غير حكومية تسعى إلى القضاء على الفقر في إفريقيا من خلال تعليم الفتيات وتمكين الشابات، على الجائزة لمساهماتهما في تعليم الفتيات وتنمية التعليم في إفريقيا جنوب الصحراء الكبرى. صرحت لوسي ليك، الرئيسة التنفيذية للمنظمة غير الحكومية: «تُسلّط هذه الجائزة الضوء على قوة حركتنا المتنامية التي تقودها شاباتٌ خبيراتٌ في ما يلزم لنجاح الفتيات الأكثر تهميشًا. معًا، سنُطلق طموحنا لدعم خمسة ملايين فتاة في المدارس، وسيكون هذا إنجازًا يُحدث نقلةً نوعية.» |
| 2021  | روكميني بانيرجي                          |        | الرئيس التنفيذي لمؤسسة براثام التعليمية. |
| 2022  | Yongxin Zhu                              |        | [ 16 ] |
| 2023  | شاي رشيف                                 |        | [ 17 ] |
| 2024  | - مارك جوردانز - مروة زاهر - لوك ستانارد |        | جميع أعضاء تحالف أطفال الحرب. |

## وصلات خارجية
- الموقع الرسمي.